# Абраменков, Андрей Федотович
Андрей Федотович Абраменков (1935, Москва — 3 октября 2023, Москва) — советский и российский скрипач, вторая скрипка квартета имени Бородина. Народный артист Российской Федерации (1993).

## Биография
Родился в семье музыкантов: отец — скрипач оркестра Большого театра, мать — пианистка. Музыкой начал заниматься с раннего возраста. В детстве пел в хоре Большого театра. Скрипкой занимался в Центральной музыкальной школе у Юрия Янкелевича. С 1950 по 1954 год учился на струнном отделении Музыкального училища при Московской консерватории, затем — в консерватории у Бориса Сибора и Констанстина Мостраса.
Ещё учась в консерватории, получил приглашение в Московский камерный оркестр под управлением Рудольфа Баршая, в котором оставался до 1970-х годов. В 1974 году, сменив Ярослава Александрова, начал играть в струнном квартете имени Бородина, участником которого был на протяжении почти 40 лет, до 2011 года, когда ему на смену пришёл Сергей Ломовский.
Скончался 3 октября 2023 года в Москве на 89-м году жизни.

## Награды и премии
- 1956 — лауреат Всесоюзного конкурса скрипачей[1].
- 20 апреля 1984 — Заслуженный артист РСФСР.
- 16 декабря 1993 — Народный артист Российской Федерации — за большие заслуги в области музыкального искусства[3].
- 1998 — Премия Мэрии  Москвы за достижения в области литературы и искусства[8].
- 18 января 2000 — Орден Почёта — за большой вклад в развитие музыкального искусства[9].
- 24 марта 2006 — Орден Дружбы — за заслуги в области культуры и искусства, многолетнюю плодотворную деятельность[10].